# Елімінування за Коупом
Елімінування за Коупом — реакція розкладу N-оксидів третинних амінів, в алкільних замісниках яких є атом водню в β-положенні до N-оксидного азоту, з утворенням алкенів, яку відкрив Артур Коуп. Реакцію використовують для синтезу алкенів із третинних амінів, N-оксиди яких найчастіше синтезують in situ і, не очищаючи, піддають термічному розкладанню:
Елімінування за Коупом йде за узгодженим механізмом з утворенням п'ятичленного циклу в син-перипланарному перехідному стані і підпорядковується правилу Гофмана, тобто в результаті утворюються переважно мінімально заміщені алкени.
Електронакцепторні замісники в β-положенні, що підвищують CH-кислотність, сприяють легкості перебігу перегрупування, так, наприклад, фенільна група збільшує швидкість реакції в ~100 разів у порівнянні з незаміщеними N-оксидами алкіламінів.
Елімінування може ускладнюватися перегрупуванням Майзенхаймера в O-заміщені гідроксиламіни:
{\displaystyle {\ce {PhCH2R2N+-O- -> R2NOCH2Ph}}}